# Alenka Cuderman
Alenka Cuderman   (Kranj, 13 de juny de 1961) fou una jugadora d'handbol eslovena que va competir sota bandera de Iugoslàvia durant la dècada de 1980.
El 1984 va prendre part en els Jocs Olímpics de Los Angeles, on guanyà la medalla d'or en la competició d'handbol. En el seu palmarès també destaca una medalla de bronze al Campionat del món d'handbol de 1982.